# NGC 555
NGC 555 is een spiraalvormig sterrenstelsel in het sterrenbeeld Walvis. Het hemelobject ligt 427 miljoen lichtjaar van de Aarde verwijderd en werd in 1886 ontdekt door de Amerikaanse astronoom Frank Muller.

## Synoniemen
- PGC 5419
- ESO 476-12
- MCG -4-4-14
- NPM1G -23.0003